# میگل آنخل فالاسکا
میگل آنخل فالاسکا فرناندز (انگلیسی: Miguel Ángel Falasca Fernández) (زاده ۲۹ آوریل ۱۹۷۳ در مندوزا، آرژانتین - درگذشت ۲۲ ژوئن ۲۰۱۹) بازیکن سابق و مربی والیبال که از سال ۱۹۹۳ تا ۲۰۰۹ عضو تیم ملی والیبال اسپانیا بود و هدایت تیم‌های اسکرا بلچاتوف و تیم ملی جمهوری چک را به عنوان سرمربی بر عهده داشت. آنخل با اسپانیا در قهرمانی اروپا ۲۰۰۷ به قهرمانی و مدال طلا دست یافت و در رده باشگاهی نیز یک مدال طلا و دو مدال نقره لیگ قهرمانان والیبال اروپا، یک مدال طلا چلنج کاپ، دو مدال طلا قهرمانی باشگاه‌های جهان و هفت قهرمانی در لیگ‌های اسپانیا، بلژیک و لهستان را به عنوان بازیکن در کارنامه خود دارد. فالاسکا در سال ۲۰۱۳ هدایت اسکرا را بر عهده گرفت و در همان سال اول قهرمانی پلاس لیگا را برای این تیم به دست آورد. فالاسکا در مراسم ازدواج دستیار خود بود که احساس کرد وضعیت خوبی ندارد و به هتل برگشت و دچار حمله قلبی شد و در سن ۴۶ سالگی درگذشت.